# Columbia (Connecticut)
Columbia és una població dels Estats Units a l'estat de Connecticut. Segons el cens del 2000 tenia 4.971 habitants.

## Demografia
Segons el cens del 2000, Columbia tenia 5.229 habitants, 1.994 habitatges, i 1.783 famílies. La densitat de població era de 89,9 habitants per km².
Dels 1.994 habitatges en un 36,2% hi vivien nens de menys de 18 anys, en un 68,1% hi vivien parelles casades, en un 7,4% dones solteres, i en un 21,5% no eren unitats familiars. En el 17,3% dels habitatges hi vivien persones soles el 6,8% de les quals corresponia a persones de 65 anys o més que vivien soles. El nombre mitjà de persones vivint en cada habitatge era de 2,65 i el nombre mitjà de persones que vivien en cada família era de 3,01.
Per edats la població es repartia de la següent manera: un 26,2% tenia menys de 18 anys, un 4,6% entre 18 i 24, un 30,3% entre 25 i 44, un 28,1% de 45 a 60 i un 10,9% 65 anys o més.
L'edat mediana era de 40 anys. Per cada 100 dones de 18 o més anys hi havia 94,7 homes.
La renda mediana per habitatge era de 70.208 $ i la renda mediana per família de 77.665 $. Els homes tenien una renda mediana de 51.250 $ mentre que les dones 37.685 $. La renda per capita de la població era de 29.446 $. Aproximadament l'1,8% de les famílies i el 4,2% de la població estaven per davall del llindar de pobresa.